# ناتالیا آرویو
ناتالیا آرویو کلاول (به اسپانیایی: Natalia Arroyo Clavell) بازیکن سابق فوتبال، روزنامه نگار و در حال حاضر سرمربی تیم فوتبال زنان کاتالونیا و باشگاه فوتبال زنان رئال سوسیداد است، پیش از این، او در دوران بازیگری‌اش به طور حرفه ای در بارسلونا و همچنین در اسپانیول بازی کرد، و در سال ۲۰۰۹ بازنشسته شد.